# X (pjesma)
"X" je drugi singl sa Xzibitovog trećeg studijskog albuma Restless. Završetak pjesme govori reper Snoop Dogg. Pjesma je producirana od strane Dr. Drea, Scott Storcha i Mel-Mana. U pjesmi se čuje kako Dre izgovori "Not these niggas again".

## Glazbeni spot
Glazbeni spot je direktirao David Meyers. Spot sadrži Snoop Dogga, Dr. Drea i Method Mana.

## Formati
1. "X" (Radio) - 4:22
2. "X" (Određena) - 4:16
3. "X" (Instrumental) - 4:22

## Top liste
| Top lista (2000./2001.)                       | Završna pozicija |
| --------------------------------------------- | ---------------- |
| US Billboard Hot 100                          | 76               |
| US Billboard Hot R&B/Hip-Hop Singles & Tracks | 32               |
| US Billboard Hot Rap Singles                  | 36               |
| US Billboard Rhythmic Top 40                  | 23               |
| Austrian Singles Chart                        | 19               |
| Belgian Ultratop Chart (Flanders)             | 39               |
| Belgian Ultratop Chart (Wallonia)             | 32               |
| Dutch GfK chart                               | 12               |
| Dutch Top 40                                  | 18               |
| French Singles Chart                          | 73               |
| Irish Singles Chart                           | 24               |
| Swedish Singles Chart                         | 42               |
| Swiss Singles Chart                           | 5                |
| UK Singles Chart                              | 14               |